# Казе Канделоро (Пескара)
Казе Канделоро (итал. Case Candeloro) је насеље у Италији у округу Пескара, региону Абруцо.
Према процени из 2011. у насељу је живело 78 становника. Насеље се налази на надморској висини од 86 м.